# Soraphen A
Soraphen A ist ein fungizid wirksames Makrolid aus der Familie der Soraphene. Es wurde 1986 von Hans Reichenbach und Gerhard Höfle als Stoffwechselprodukt des Myxobakteriums Sorangium cellulosum isoliert.

## Gewinnung und Darstellung
Die Totalsynthese von Soraphen A gelang 1994 nach vorheriger  retrosynthetischer Analyse.
Die Biosynthese erfolgt auf dem Polyketid-Weg.

## Wirksamkeit
Soraphen A hemmt die Acetyl-CoA-Carboxylase von Pilzen, die für die Fettsäuresynthese nötig ist. Die Verbindung ist äußerst wirksam: So wird Venturia inaequalis (Apfelschorf) ab 10 g·hL−1 komplett gehemmt; Botrytis cinerea (Grauschimmel) ab 25 g·hL−1 und eine Saatbeizung mit 30 g·100 kg−1 verhindert die Infektion mit Erysiphe graminis (Mehltau).
Die Ausbeute an Soraphen konnte von 3 mg·L−1 im Jahr 1986 auf 1,5 g·L−1 im Jahr 1990 gesteigert werden.
Aufgrund von toxikologischen Studien mit Ratten, die auf ein teratogenes Potenzial hinwiesen, wurde die Entwicklung abgebrochen. Die Leitstruktur verspricht jedoch weiter Potenzial.